# 鎌田香奈
鎌田 香奈（かまた かな、11月15日 - ）は、日本のフリーアナウンサー。圭三プロダクション所属。

## 経歴
兵庫県神戸市出身。大阪育ちであり、局アナ時代には大阪府大阪市を自らの出身地としていた。神戸女学院大学在学時には生田教室にも通っていた。
2007年にチューリップテレビに入社し、同局のアナウンサーになる。日比あゆみが産休に入った後には地上デジタル放送推進大使も務めていた。局の仕事が忙しい時には松田亜希が大使を代行していた。
2014年3月にチューリップテレビを退社。その後はセイ（セイ プロダクション）に所属し、近畿地方でフリーアナウンサーとして活動した。
2016年3月16日、同年春に結婚することを自身のブログで公表。そして結婚後に東京都へ移住し、所属先も圭三プロダクションとなる。

## 人物
学生時代には『JJ bis』の読者モデルを務めていた。またこの当時、今宮戎神社の第53代福娘に選出されている。

## 担当番組
脚注の無いデータは、すべてセイ所属当時のプロフィールからの参考。

### テレビ番組
- とやまメモらナイト（チューリップテレビ）
- チューリップワイド THE NEWS（チューリップテレビ） - お天気コーナー担当[9]
- プレなび!（チューリップテレビ） - リポーター[9]
- えなりかずき!そらナビ（中部日本放送）
- ニュース6（チューリップテレビ） - 天気担当[10]
- 柴田理恵認定 ゆるゆる富山遺産（チューリップテレビ） - MC[10]
- ミタイノコレクション（チューリップテレビ） - MC[10]
- NEWS深夜便（チューリップテレビ） - キャスター[10]
- とやまを登ろう！（チューリップテレビ）
- ニッポンど真ん中!（チューリップテレビ）
- キラりん滋賀（びわ湖放送） - MC[10]
- おうみ！かわら版（ZTV彦根放送局）
- ひるおび（TBSテレビ） - リポーター（2016年8月[11] - ）

### ラジオ番組
- FM802 INFORMATION（FM802） - 「Headline News」「Weather Information」担当[12]
- Information（FM COCOLO） - 「Headline News」「Weather Information」担当[12]
- 時間です!林編集長（ラジオ関西） - 水曜・木曜アシスタント、内包番組『歌声は風にのって』水曜・木曜パーソナリティ
- 神戸マラソン応援番組 LUN!LUN!RUN!（ラジオ関西）